# Leśnictwo (królewszczyzna)
Leśnictwo – rodzaj królewszczyzny występujący na Podlasiu i w Wielkim Księstwie Litewskim w XVI i XVII wieku. Obejmowało kompleksy leśne i znajdujące się w nich wsie. W drugiej połowie XVI w. w Polsce było ich 4: bielskie, goniądzkie, knyszyńskie i tykocińskie. W XVII w. pozostały tylko leśnictwa bielskie i knyszyńskie. Na Litwie istniały leśnictwa: nowodworskie, perstuńskie, przełomskie, sokólskie. Pierwsze były zlokalizowane w obrębie ekonomii grodzieńskiej. Leśnictwo białowieskie istniało obok ekonomii brzeskiej, a leśnictwo szawelskie funkcjonowało w ramach ekonomii szawelskiej. Ordynacja królewskich puszcz Wielkiego Księstwa Litewskiego”, z lat 1636–1640 wymienia następujące leśnictwa: rudnickie; olkiennickie; orańskie, przełajskie i mereckie; jezierskie, sałackie i stryjowskie; sokólskie; nowodworskie; persztuńskie; przełomskie; białowieskie i kamienieckie; bersztańskie i zabłockie; koniawskie i dubickie.
Kompleksy dóbr zamieszkiwała specyficzna ludność: osocznicy, bartnicy, pasiecznicy, strzelcy i strażnicy puszczy.
- Leśnictwo bielskie – w 1673 r. składało się z dwudziestu wsi i folwarku zajmujących 556 włók ziemi. Zamieszkiwało je 1357 poddanych stanu plebejskiego. Dzierżawcą leśnictwa była starościna bielska Elżbieta Kazanowska[3]. Siedziba leśniczego mieściła się w folwarku Lady – stąd nazwa kompleksu leśnego Puszcza Lacka (Ladzka)[4].
- Leśnictwo goniądzkie – w 1576 r. nie posiadło osad, a leśniczym był Florian Łobeski. W latach trzydziestych XVII w. obejmowało jedną wieś, w której mieszkało kilku chłopów. Leśniczym był wówczas Jan Szorc. W końcu lat sześćdziesiątych XVII w. leśniczym goniądzkim został Jakub Talipski.
- Leśnictwo knyszyńskie – w 1673 r. obejmowało 4 wsie i folwark Borsukówka; zajmowało ok. 31 włóki ziemi oraz lasy knyszyńskie. Zamieszkiwało je 210 poddanych. Dzierżawcą był starosta rajgrodzki Jan Berk, który 24.01.1652 r. scedował tę funkcję na swojego syna Władysława Franciszka[5].
- Leśnictwo tykocińskie – w latach trzydziestych XVII w. obejmowało 2 wsie, a leśniczym był marszałek litewski Krzysztof Wiesiołowski.